# カブトムシディフェンシン
カブトムシディフェンシンとは、カブトムシの幼虫の体内に存在する抗菌性ペプチドのこと。細菌の多い腐葉土の中においてカブトムシの幼虫の体内に雑菌が侵入した場合に、これを殺して感染を防止する作用を持つ。カブトムシディフェンシンは1996年、当時の蚕糸・昆虫農業技術研究所（現：農業生物資源研究所）の宮ノ下らにより発見された。アミノ酸残基数は43、配列は以下の通りである。

vtcdllsfea kgfaanhslc aahclaigrr ggscergvci cre

## 産生と抽出
カブトムシの幼虫の体内に、はじめからカブトムシディフェンシンが存在するわけではない。幼虫が健康な状態では存在せず、細菌が感染して初めて幼虫体内でカブトムシディフェンシンが作られる。そのため、意図的に幼虫に対して細菌を注射しカブトムシディフェンシンを作らせ、足などを切断して体液を抽出、HPLCによる精製という過程を経て得られている。

## 医療への応用
カブトムシディフェンシンは抗菌性ペプチドであり、このような抗菌性ペプチド・抗菌性タンパク質は無脊椎動物から多く見出されている。特に昆虫由来のものは細菌の細胞膜を破壊することで抗菌活性を示すものが多く、メチシリン耐性黄色ブドウ球菌などの薬剤耐性菌に対して耐性が生じにくい抗生物質として研究されている。カブトムシディフェンシンについても、カブトムシディフェンシン自体の塩基性が強く、これが薬剤耐性菌のリン脂質膜に穴を開け、溶菌させる作用があるのではないかと考えられている。
ヒトへの臨床医療で使用するためには、カブトムシディフェンシンを構成するアミノ酸残基数を改変する必要がある。これは、全長のカブトムシディフェンシンを人間の体内に投与すると、抗原抗体反応により体内からカブトムシディフェンシンが排除されてしまうからである。これを避けるため、抗菌活性を維持したままアミノ酸残基数を10程度まで削る試みがなされている。
また、カブトムシディフェンシンを抗がん剤として臨床利用する研究も進められている。カブトムシディフェンシンに由来するアミノ酸改変ペプチドのいくつかは、がん細胞に対してのみ選択的に細胞毒性を持つことが報告されている。一般にがん治療では抗がん剤による化学療法や放射線治療などが行われているが、これら治療方法は白血球などの正常な組織をも破壊し、いわゆる副作用が生じる。カブトムシディフェンシンが示す細胞毒性の特異性によっては、副作用が少ない新薬が誕生する可能性がある。